# Hilfslohn
Hilfslohn ist im betrieblichen Rechnungswesen die Bezeichnung für Löhne von Arbeitskräften, die in der Fertigung nur mittelbar mit der Herstellung eines Produktes befasst sind.

## Allgemeines
Die Hilfslöhne bilden neben den Fertigungslöhnen und Materialkosten einen Teil der Fertigungskosten. Zu den Hilfslöhnen gehören die Löhne aller Arbeiter, deren Arbeiten einzelnen Aufträgen nicht unmittelbar zugeordnet werden können. Hilfslöhne werden an Lagerarbeiter oder für Transportleistungen, Kontrollleistungen und Reinigungsarbeiten im Bereich der Fertigung entrichtet. Deshalb ist nur eine indirekte Zurechnung zu einem bestimmten Kostenträger möglich, so dass Hilfslöhne im Rahmen der Herstellkosten zu den Fertigungsgemeinkosten gehören. Je ferner sich das Personal vom Produktionsprozess befindet, umso deutlicher wird der Gemeinkostencharakter der Personalkosten. Das beginnt bei den Hilfslöhnen und endet bei den Vorstandsbezügen.

## Arten
Der Hilfslohn kann entweder Zeitlohn, Akkordlohn oder Prämienlohn sein. Wird der Hilfslohn als leistungsproportionaler Akkord- oder Prämienlohn gezahlt, gehört er zu den variablen (proportionalen) Kosten, als Zeitlohn zu den Fixkosten. Er ist eine Kostenart, die in der Kostenrechnung bzw. Kostenartenrechnung erfasst wird.  

## Bedeutung
Als Gemeinkosten kann der Hilfslohn nur mit Hilfe eines Verteilungsschlüssels auf die Kostenträger umgelegt werden. Dabei wird der als Einzelkosten anfallende Fertigungslohn als Bezugsgröße gewählt. Nach § 275 Abs. 2 HGB ist der Fertigungslohn in der Gewinn- und Verlustrechnung (Gesamtkostenverfahren) ein Teil der Unterposition „Löhne und Gehälter“ innerhalb des Personalaufwands.

## Sonstiges
Im Schifffahrtsrecht ist der Berge- oder Hilfslohn in der Binnenschifffahrt der Entgelt für die Rettung eines Binnenschiffs oder dessen Ladung aus einer Schiffsgefahr (§ 93 BinSchG).